# Comisión Pastoral Scout Católica
La Comisión Pastoral Scout Católica es una asociación privada de fieles reconocida por la Conferencia Episcopal Argentina en 1937 con el nombre de Unión Scouts Católicos Argentinos. Actualmente forma parte de Scouts de Argentina con su directiva propia interna.

## Historia
Fue fundada cómo una asociación de escultismo católico en 1937 y reconocida por la Conferencia Episcopal Argentina cómo asociación privada de fieles con el nombre de Unión de Scouts Católicos Argentinos.
Tras la unificación de la USCA y ASA, esta fue la sucesora de la USCA y actualmente forma parte de Scouts de Argentina.

## Autoridades

### Capellán Nacional
Hoy en día, el Capellán Nacional de la Comisión Pastoral Scout Católica, es un Obispo o Presbítero designado por la Conferencia Episcopal Argentina; es encargado de la conducción religiosa de todos los miembros católicos de SAAC, además de ser el dirigente de que los Obispos o Arzobispos de la Argentina designen Capellanes Diocesanos (o Arquidiocesanos) que tienen la misma función que el Capellán Nacional, pero limitados al territorio de su Diócesis o Arquidiócesis.
| Escudo      | Foto | Nombre                       | Inicio                  | Final  | Título |
| ----------- | ---- | ---------------------------- | ----------------------- | ------ | --- |
| Desconocido |      |                              |                         |        | |
|             |      | Mario Aurelio, cardenal Poli | 2009                    | 2017   | - Obispo de Santa Rosa (2008-2013) - Arzobispo de Buenos Aires, Primado de Argentina (2013-2023) - Cardenal presbítero de San Roberto Belarmino (2014-) |
|             |      | Oscar Miñarro                | 13 de diciembre de 2017 | Actual | - Obispo auxiliar de Merlo-Moreno (2016-actual) |

### Comisionado Nacional
El Comisionado Nacional es la máxima autoridad ejecutiva de la Comisión, tiene rango de Director de Área en Scouts de Argentina y conforma el Comité Ejecutivo representando a la Comisión Pastoral.
Junto con el Secretario Ejecutivo, se encarga de la dirección de la misma.

### Secretario Ejecutivo
Es el miembro de la Comisión designado por el Comisionado Nacional, para ejercer tales funciones y de tesorero de la comisión.

### Ámbito Diocesano (o Arquidiocesano)

#### Capellán Diocesano (o Arquidiocesano)
Ejerce cómo Presbítero y es el encargado de la conducción religiosa de todos los miembros scouts pertenecientes a su Diócesis o Arquidiócesis. Es designado por el Obispo o Arzobispo correspondiente.

#### Comisionado Diocesano (o Arquidiocesano)
Es la máxima autoridad ejecutiva respecto al territorio correspondiente, es designado por la Conferencia Diocesana (o Arquidiocesana) de Pastoral Scout Católica con previa consulta a las respectivas autoridades territoriales de Scouts de Argentina y con aprobación del ordinario del lugar.

#### Secretario Ejecutivo Diocesano (o Arquidiocesano)
Es designado por el Comisionado y cumple las mismas funciones que el Secretario Ejecutivo limitadas al territorio de su Diócesis o Arquidiócesis.

### Ámbito Grupal

#### Auxiliar de Pastoral Scout Católica
Es llamado también Asesor Religioso de Grupo Scout, también pueden ser Asesores Religiosos de Distrito, de Zona o Nacional.
Son designados por el Consejo correspondiente (de Grupo, de Distrito, de Zona o Consejo Directivo) y confirmado por el Capellán Diocesano o Arquidiocesano.

#### Capellán de Grupo
Cumple las mismas funciones que los demás capellanes, es designado por el ordinario del lugar para cada Grupo Scout pertenecientes al territorio de la circunscripción.

## División
La división se basa en dos sistemas, el de las circunscripciones eclesiásticas y de la división territorial propia de Scouts de Argentina.
Para estar prensentes en ambos se designan cargos para velar por la religión católica en las distintas divisiones:

### Circunscripciones eclesiásticas
- Capellán Nacional
- Capellán Arquidiocesano, Comisionado Arquidiocesano, Secretario Ejecutivo Arquidiocesano
- Capellán Diocesano, Comisionado Diocesano, Secretario Ejecutivo Diocesano

Estos se encargan de la gestion por parte de la Pastoral en los territorios correspondientes a las Diócesis o Arquidiócesis de Argentina

### División territorial de Scouts de Argentina
- Asesor Religioso Nacional
- Asesor Religioso de Zona
- Asesor Religioso de Distrito
- Asesor Religioso de Grupo
- Capellán de Grupo, este es el único cargo que se designa por la parte de las circunscripciones eclesiásticas para una división ajena.

Trabajan en conjunto para dirigir la religión en la asociación en los distintos niveles de división.

### Otros artículos
- Scouts de Argentina Asociación Civil
- Movimiento Scout en Argentina
- en:Scouts de Argentina